# جيني أرمسترونغ
جيني أرمسترونغ (بالإنجليزية: Jennifer Margaret "Jenny" Armstrong)‏ هي ربانة ‏ أسترالية ونيوزيلندية، ولدت في 3 مارس 1970 في دنيدن في نيوزيلندا.

## وصلات خارجية
- جيني أرمسترونغ على موقع الاتحاد الدولي للملاحة الشراعية (موقع جديد) (الإنجليزية)
- جيني أرمسترونغ على موقع الاتحاد الدولي للملاحة الشراعية (موقع قديم) (الإنجليزية)
- جيني أرمسترونغ على موقع اللجنة الأولمبية الدولية (الإنجليزية)
- جيني أرمسترونغ على موقع أوليمبيديا (الإنجليزية)
- جيني أرمسترونغ على موقع اللجنة الأولمبية النيوزيلندية (الإنجليزية)